# 그라베트 문화

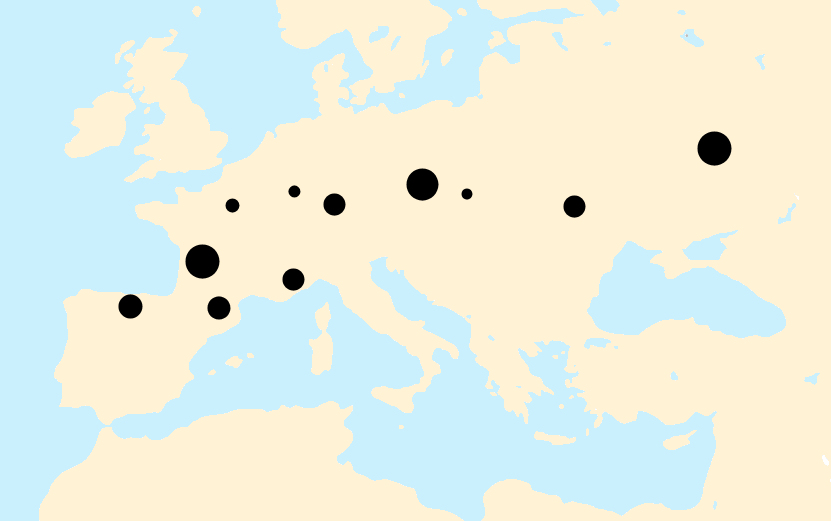
그라베트 문화의 주요 유적지 분포

그라베트 문화(Gravettian)는 후기 구석기 시대 유럽의 고고학적 기술복합체로서, 대략 기원전 31,000년 전부터 나타나기 시작하여 오리냐크 문화를 대체하였다. 유럽 대륙 전체에 걸쳐 통일적으로 나타나는 마지막 문화이며 기원전 20,000년경 최후 빙기 극대기에 거의 사라졌으나 일부 요소가 기원전 15,000년경까지 살아남는다. 프랑스와 스페인에서는 솔뤼트레 문화가 뒤를 이으며, 이탈리아, 발칸반도, 우크라이나, 러시아에서는 에피그라베트 문화로 발전한다.
그라베트 문화의 상징적 유물은 비너스 소상(Venus figurine)으로, 주로 상아나 석회암으로 조각되었다. 프랑스 남서부 도르도뉴의 바야크(Bayac) 인근에 위치한 라 그라베트(La Gravette) 유적에서 처음 식별되어 이 이름이 붙었다.
구성 인구를 볼 때 유전적으로 돌니베스토니체(Dolní Věstonice) 유적의 집단과 연관된다. (한편 선행하는 오리냐크 문화의 인구는 구아예 동굴(Goyet Caves) 유적에서 발견된 유해 GoyetQ116-1와 연관되어 있다.)

## 유물

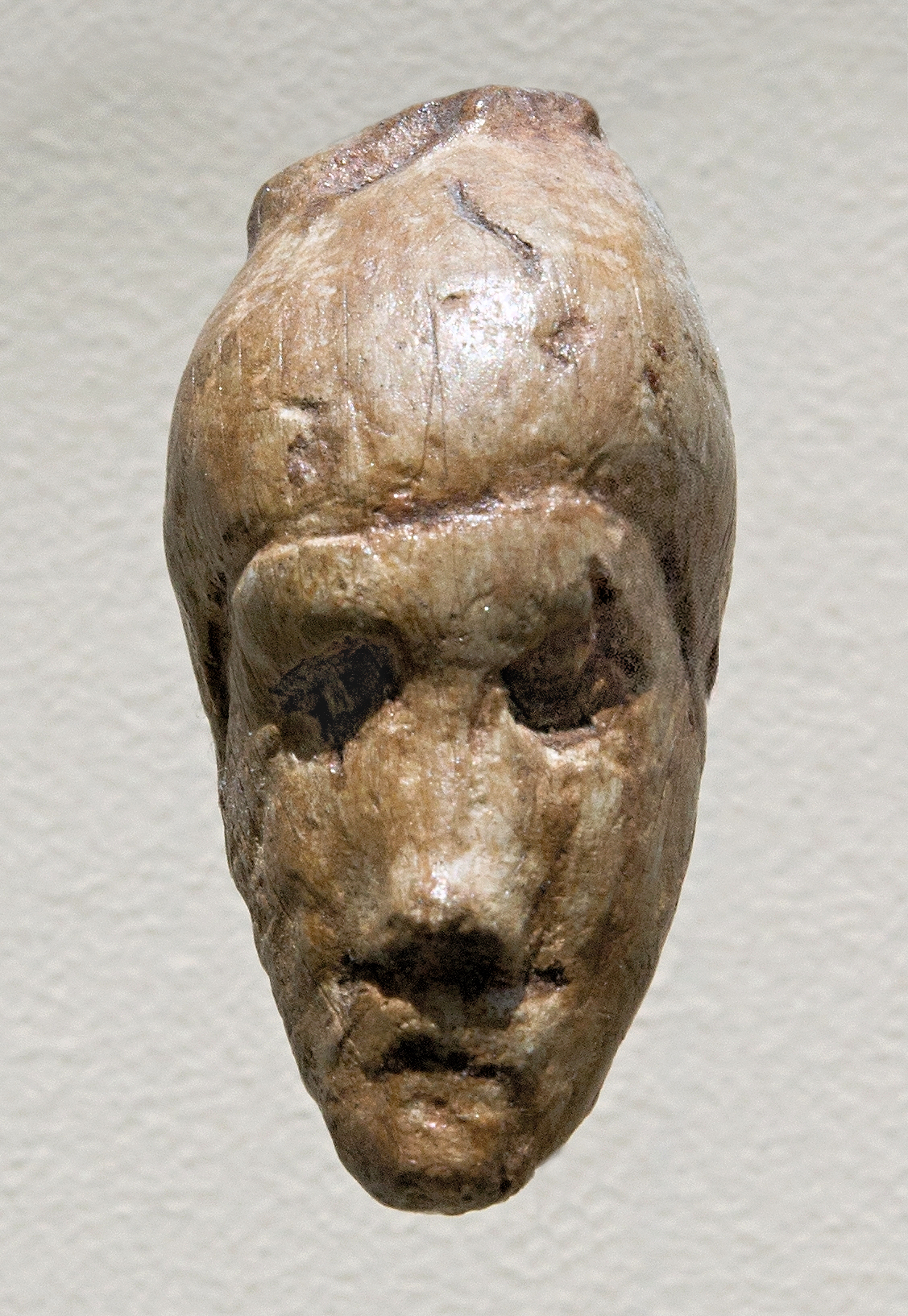
돌니 베스토니체 유적, 상아에 새겨진 여자의 얼굴
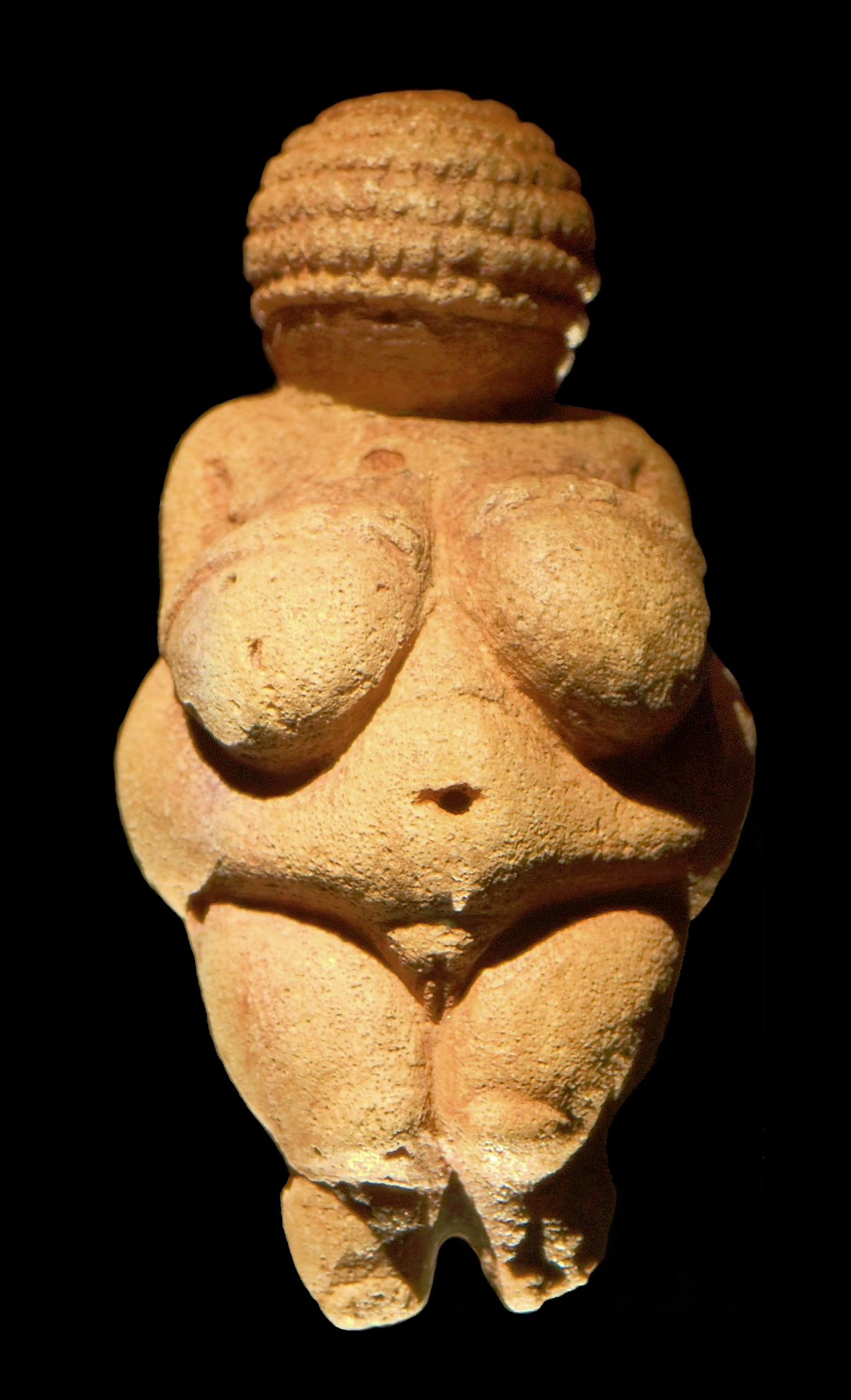
빌렌도르프의 비너스 소상
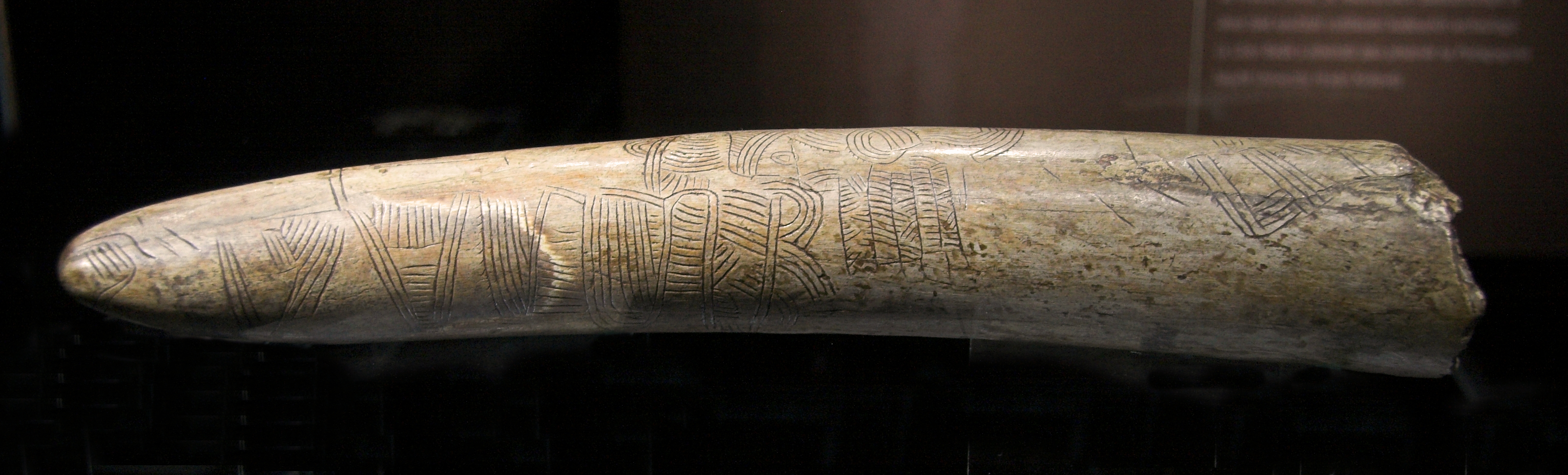
매머드의 엄니에 새겨진 판화
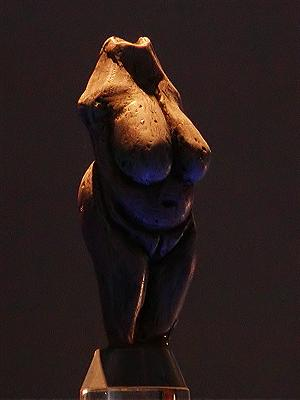
매머드 상아로 만들어진 모라바니의 비너스
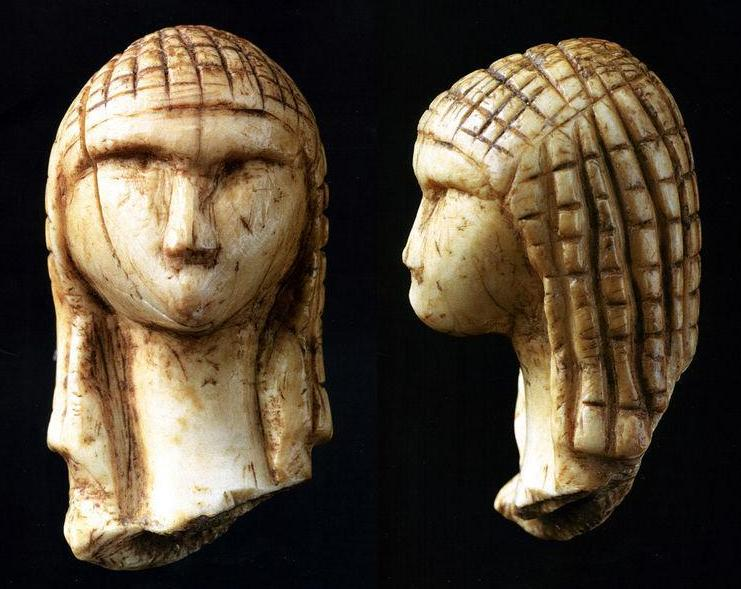
서부 그라베트 문화의 브라상푸이의 여인
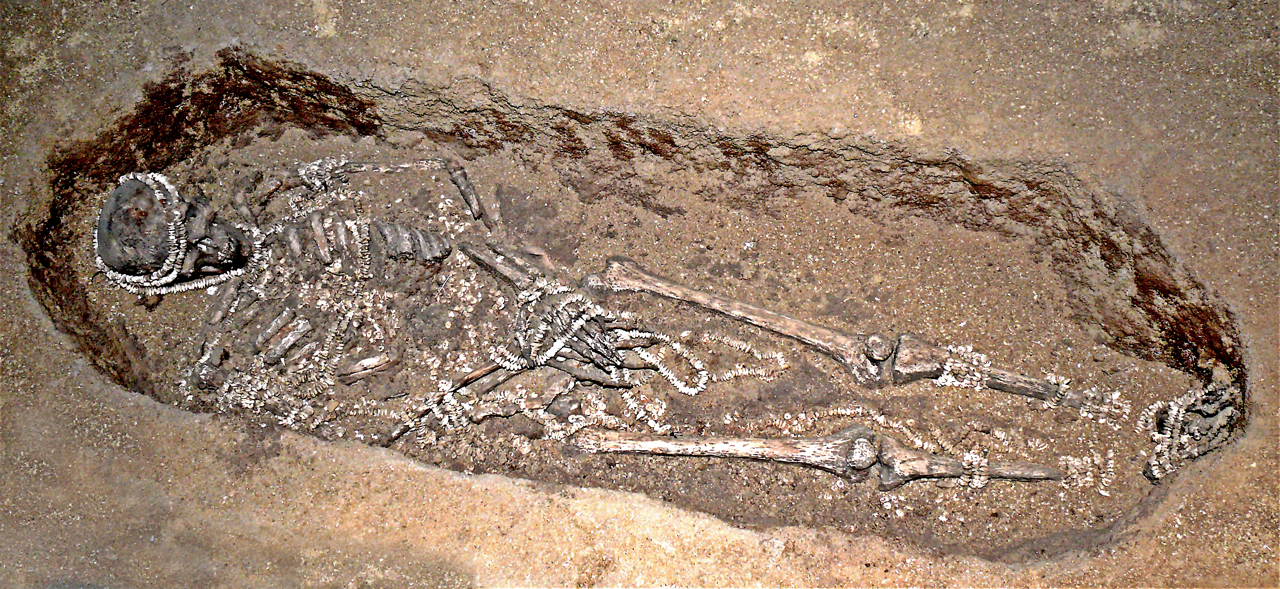
러시아 순기르 유적, 보석으로 치장된 매장 (약 기원전 3만년)

## 같이 보기
- 후기 구석기 시대의 예술
- 오리냐크 문화
- 페리고르 문화
- 비너스 소상
- 하플로그룹 I (Y-DNA)
- 하플로그룹 C1 (Y-DNA)